# Selección de fútbol playa de Trinidad y Tobago
La Selección de fútbol playa de Trinidad y Tobago es el equipo que representa al país en la Copa Mundial de Fútbol Playa de FIFA y en el Campeonato de Fútbol Playa de Concacaf; y es controlada por la Federación de Fútbol de Trinidad y Tobago.

## Estadísticas

### Copa Mundial de Fútbol Playa FIFA
| Copa Mundial de Fútbol Playa FIFA | Copa Mundial de Fútbol Playa FIFA | Copa Mundial de Fútbol Playa FIFA | Copa Mundial de Fútbol Playa FIFA | Copa Mundial de Fútbol Playa FIFA | Copa Mundial de Fútbol Playa FIFA | Copa Mundial de Fútbol Playa FIFA | Copa Mundial de Fútbol Playa FIFA |
| Año                               | Ronda                             | J                                 | G                                 | G+                                | P                                 | GF                                | GC                                |
| --------------------------------- | --------------------------------- | --------------------------------- | --------------------------------- | --------------------------------- | --------------------------------- | --------------------------------- | --------------------------------- |
| 2005 - 2011                       | No participó                      | No participó                      | No participó                      | No participó                      | No participó                      | No participó                      | No participó                      |
| 2013                              | No clasificó                      | No clasificó                      | No clasificó                      | No clasificó                      | No clasificó                      | No clasificó                      | No clasificó                      |
| 2015                              | No clasificó                      | No clasificó                      | No clasificó                      | No clasificó                      | No clasificó                      | No clasificó                      | No clasificó                      |
| 2017                              | No clasificó                      | No clasificó                      | No clasificó                      | No clasificó                      | No clasificó                      | No clasificó                      | No clasificó                      |
| 2019                              | No clasificó                      | No clasificó                      | No clasificó                      | No clasificó                      | No clasificó                      | No clasificó                      | No clasificó                      |
| 2021                              | No clasificó                      | No clasificó                      | No clasificó                      | No clasificó                      | No clasificó                      | No clasificó                      | No clasificó                      |
| 2024                              | No clasificó                      | No clasificó                      | No clasificó                      | No clasificó                      | No clasificó                      | No clasificó                      | No clasificó                      |
| 2025                              | No clasificó                      | No clasificó                      | No clasificó                      | No clasificó                      | No clasificó                      | No clasificó                      | No clasificó                      |
| Total                             | 0/13                              | -                                 | -                                 | -                                 | -                                 | -                                 | -                                 |

### Campeonato de Fútbol Playa de Concacaf
| Campeonato de Fútbol Playa de Concacaf | Campeonato de Fútbol Playa de Concacaf | Campeonato de Fútbol Playa de Concacaf | Campeonato de Fútbol Playa de Concacaf | Campeonato de Fútbol Playa de Concacaf | Campeonato de Fútbol Playa de Concacaf | Campeonato de Fútbol Playa de Concacaf | Campeonato de Fútbol Playa de Concacaf |
| Año                                    | Ronda                                  | J                                      | G                                      | G+                                     | P                                      | GF                                     | GC                                     |
| -------------------------------------- | -------------------------------------- | -------------------------------------- | -------------------------------------- | -------------------------------------- | -------------------------------------- | -------------------------------------- | -------------------------------------- |
| 2006 - 2010                            | No participó                           | No participó                           | No participó                           | No participó                           | No participó                           | No participó                           | No participó                           |
| 2013                                   | Séptimo lugar                          | 4                                      | 2                                      | 0                                      | 2                                      | 15                                     | 20                                     |
| 2015                                   | Quinto lugar                           | 6                                      | 4                                      | 0                                      | 2                                      | 23                                     | 16                                     |
| 2017                                   | Séptimo lugar                          | 6                                      | 3                                      | 0                                      | 3                                      | 26                                     | 20                                     |
| 2019                                   | Cuartos de final                       | 4                                      | 2                                      | 0                                      | 2                                      | 20                                     | 11                                     |
| 2021                                   | Cuartos de final                       | 4                                      | 1                                      | 0                                      | 3                                      | 14                                     | 24                                     |
| 2023                                   | Cuartos de final                       | 4                                      | 1                                      | 0                                      | 3                                      | 6                                      | 12                                     |
| 2025                                   | Fase de grupos                         | 3                                      | 0                                      | 0                                      | 3                                      | 9                                      | 12                                     |
| Total                                  | 7/11                                   | 31                                     | 13                                     | 0                                      | 18                                     | 113                                    | 115                                    |